# Anne Lindmo

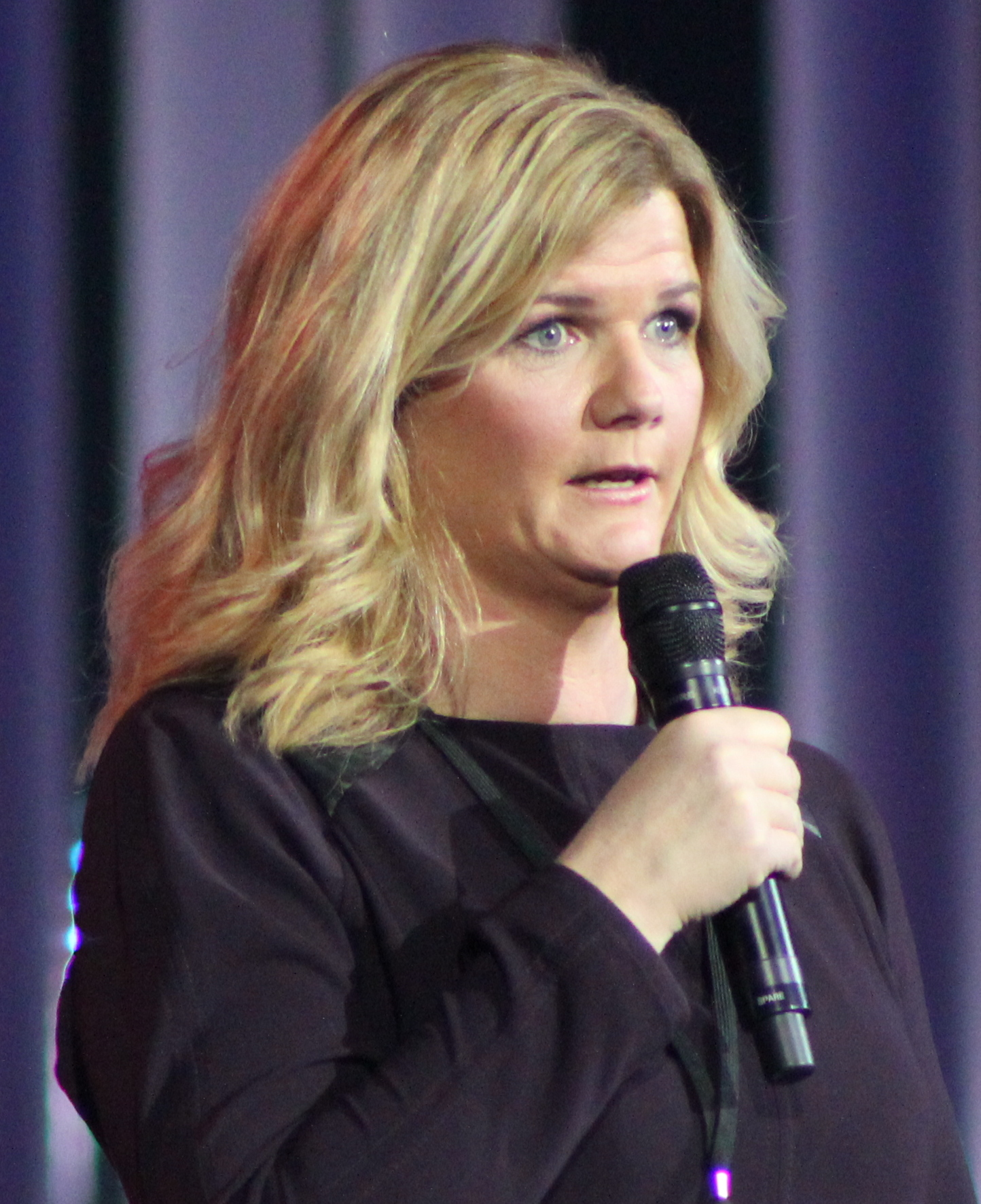
Anne Lindmo, 2013

Anne Sandvik Lindmo (* 3. April 1970 in Basel) ist eine norwegische Journalistin und Fernsehmoderatorin. Sie moderierte von 2012 bis 2024 die Talkshow Lindmo auf NRK1.

## Leben
Lindmo ist die Tochter eines Pfarrers und kam in Basel zur Welt. Aufgewachsen ist sie in Toten und Bærum. Sie studierte zunächst Französisch und Soziologie sowie Ideengeschichte an der Universität Oslo, wo sie auch einen Abschluss erhielt. Später zog sie nach London um, wo sie einen Master im Bereich Radiojournalismus machte. Im Jahr 1994 begann Anne Lindmo für den norwegischen Rundfunk Norsk rikskringkasting (NRK) zu arbeiten. Dabei war sie zunächst beim Radiosender NRK P3 tätig. Ende der 1990er-Jahre begann sie auch für den Fernsehbereich des Rundfunks zu arbeiten. Von 2002 bis 2009 moderierte sie die Kulturtalkshow Store studio, wofür sie in den Jahren 2006, 2008 und 2010 bei der Preisverleihung Gullruten als beste Moderatorin ausgezeichnet wurde.
Im Jahr 2012 bekam sie ihre eigene Talkshow Lindmo. Auch für diese Sendung konnte sie die Kategorie „Beste Moderatorin“ beim Gullruten für sich entscheiden. Nachdem Fredrik Skavlan mit seiner Talkshow Skavlan den Sender NRK verließ und zu TV 2 wechselte, übernahm Lindmo dessen Sendeplatz am Freitag. Damit avancierte Lindmos Talkshow zu reichweitenstärksten Norwegens. Die letzte Folge ihrer Talkshow wurde im April 2024 ausgestrahlt.
Sie ist mit dem TV-Produzenten Hasse Lindmo verheiratet. Gemeinsam haben sie zwei Söhne.

## Auszeichnungen
- 2006: Gullruten (Beste Moderatorin)
- 2008: Gullruten (Beste Moderatorin)
- 2010: Gullruten (Kategorie: „Beste Moderatorin“ für Store studio)[7]
- 2014: Gullruten (Kategorie „Beste Moderatorin“ für Lindmo)[8]
- 2015: Gullruten (Kategorie „Beste Moderatorin“ für Lindmo)[9]
- 2021: Nominierung, Gullruten (Kategorie „Bester Moderator – Unterhaltung“ für Lindmo)[10]
- 2022: Nominierung, Gullruten (Kategorie „Bester Moderator – Unterhaltung“ für Lindmo)[11]